# Mariebergsgatan

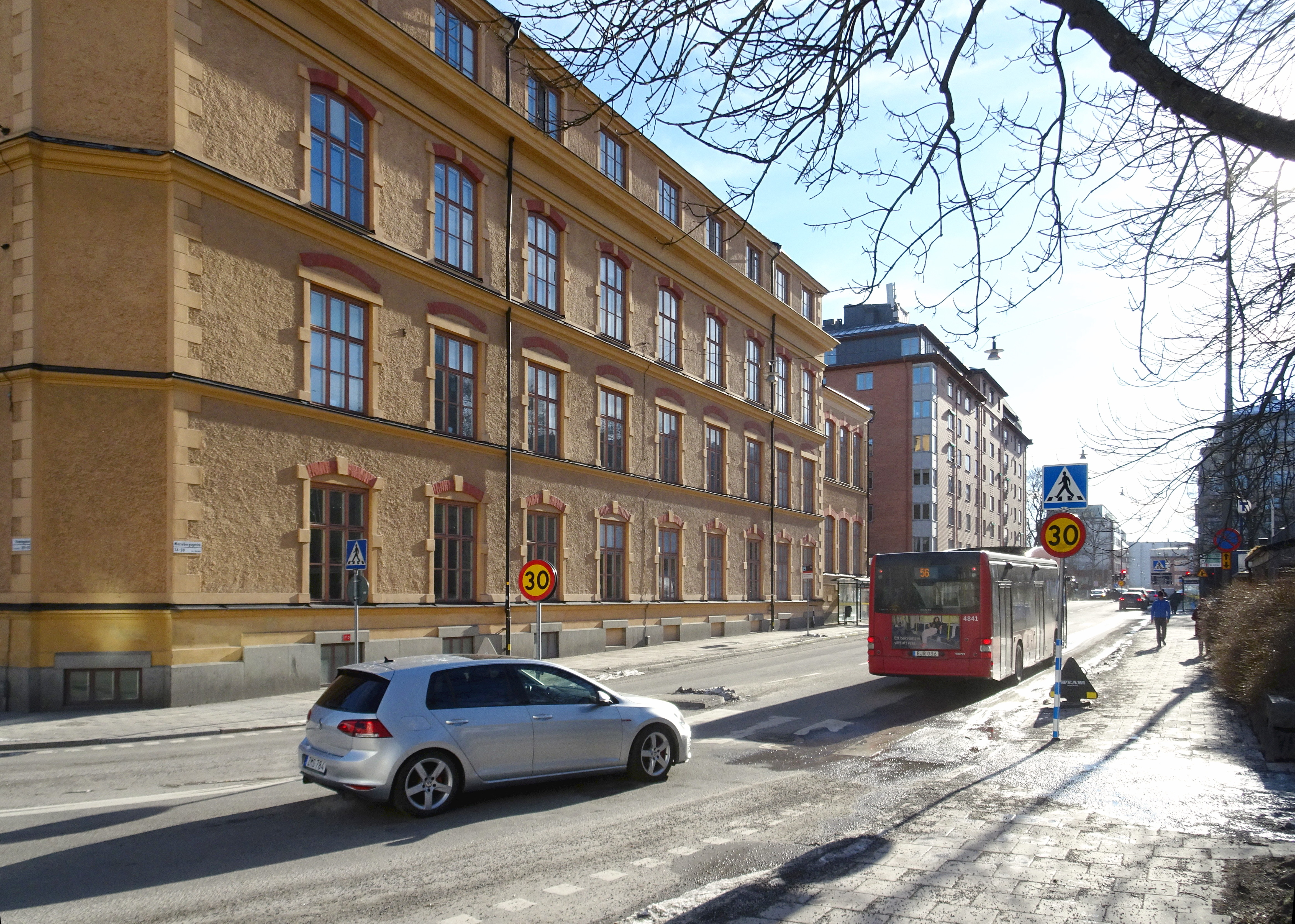
Mariebergsgatan söderut vid kvarteret Herden, före detta Kungsholms folkskola syns till vänster, 2022.

Mariebergsgatan är en gata på Kungsholmen i Stockholm. Gatan sträcker sig mellan Drottningholmsvägen i söder och Fleminggatan i norr. Den fick sitt namn i samband med Stockholms gatunamnsrevision 1885.

## Historik

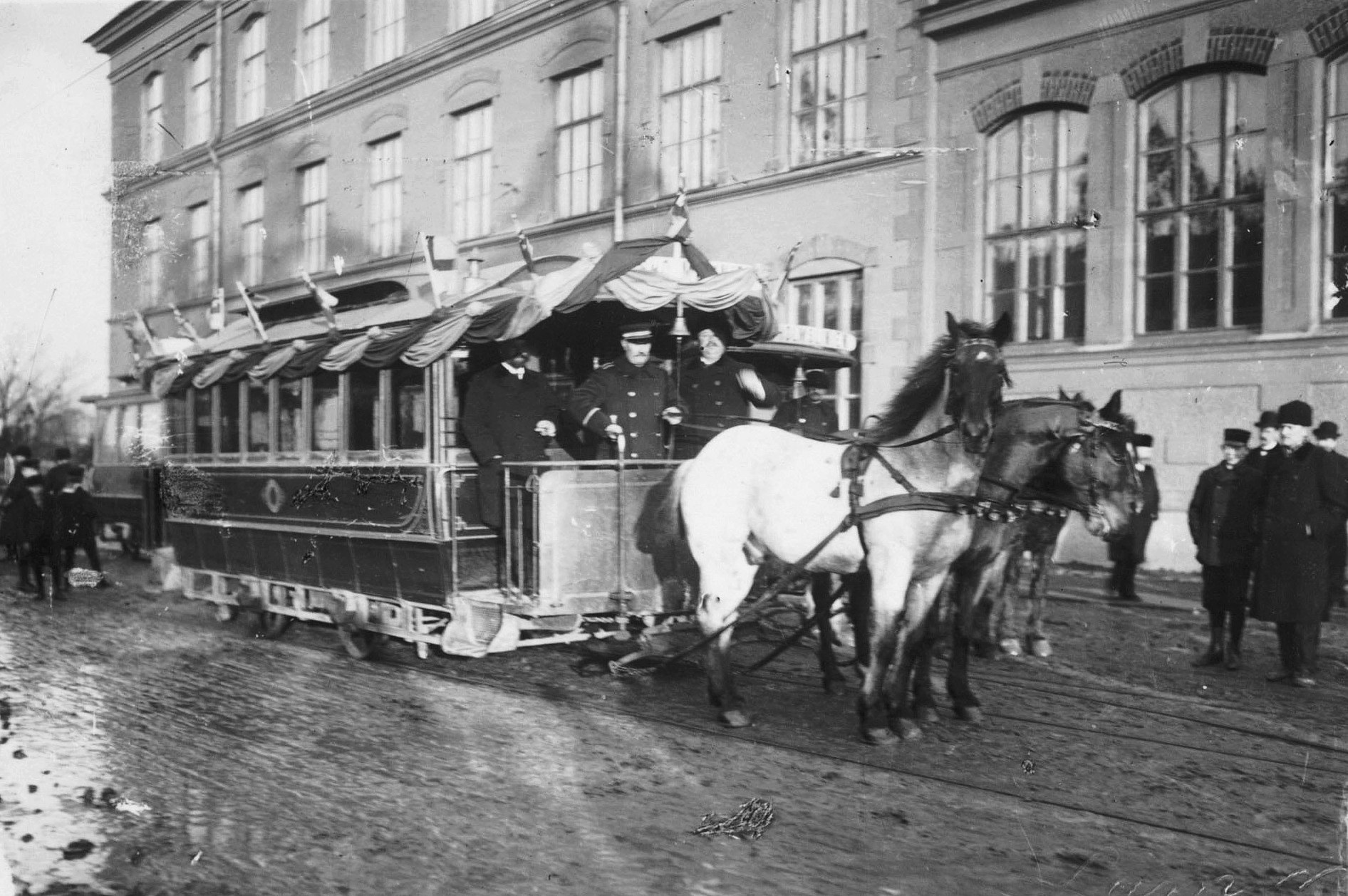
Stockholms sista hästspårvagn på Mariebergsgatan vid kvarteret Herden, 1905.

När Mariebergsgatan anlades på 1880-talet var den längre och fortsatte söderut över Drottningholmsvägen till området Marieberg som även namngav gatan. Den södra delen från Drottningholmsvägen till Rålambsvägen motsvaras idag av en del av Gjörwellsgatan. 

## Bebyggelse (urval)
- Nr 5: Sankt Görans sjukhus
- Nr 12: Stockholms sjukhem
- Nr 26: Sankt Görans gymnasium
- Nr 21: Ingång till Fridhemsplans tunnelbanestation
- Nr 30–34: Före detta Kungsholms folkskola och kvarteret Herden